# Just Jeannie
Just Jeannie es un álbum de estudio de la cantante estadounidense Jeannie C. Riley. Fue publicado el 15 de enero de 1974 a través de MGM Records.

## Recepción de la crítica
Un escritor no especificado de Cash Box declaró: “Jeannie C. Riley es la encarnación de la música country. Su estilizada expresión vocal ha ganado seguidores en todas partes. La encantadora cantante tiene un nuevo álbum repleto del tipo de material que mejor canta Jeannie”.

## Lista de canciones
| Lado uno |                               |                                 |          |  |
| N.º      | Título                        | Escritor(es)                    | Duración |  |
| 1.       | «Sing Jeannie Sing»           | Theresa Beaty Gayle Barnhill    | 3:05     |  |
| 2.       | «Soft Texas Rain»             | Cathy Manzer                    | 2:54     |  |
| 3.       | «The Baptism of Jesse Taylor» | Dallas Frazier Sanger D. Shafer | 2:43     |  |
| 4.       | «Mama, Can You Tell Me»       | Gayle Barnhill                  | 3:04     |  |
| 5.       | «Why Me»                      | Kris Kristofferson              | 2:40     |  |

| Lado dos |                         |                 |          |  |
| N.º      | Título                  | Escritor(es)    | Duración |  |
| 1.       | «Mother America»        | Myra Smith      | 3:47     |  |
| 2.       | «Missouri»              | Manzer          | 2:54     |  |
| 3.       | «Billy Joe, the Seeker» | Helen Cornelius | 2:48     |  |
| 4.       | «Hush»                  | Joe South       | 2:10     |  |
| 5.       | «Sam»                   | Eddy Raven      | 2:17     |  |

## Créditos y personal
Créditos adaptados desde las notas de álbum de Just Jeannie.
Personal técnico
- Jim Vienneau – productor
- Mort Thomasson – ingeniero de audio
- Dennis Carney – fotografía
- Jim Johnson – director artístico